# Christopher Rawdon Briggs
Christopher Rawdon Briggs (* 8. Oktober 1869 in Wakefield; † 20. Dezember 1948 in Manchester) war ein englischer Geiger und Musikpädagoge.
Briggs kam 1893 auf Empfehlung von Joseph Joachim an der Royal Manchester College of Music, wo er bis 1907 unterrichtete. Ebenfalls 1893 wurde er Mitglied und kurz darauf Konzertmeister des Hallé-Orchesters, das er wegen einer fortschreitenden Ertaubung 1914 verlassen musste. Als der Dirigent des Orchesters, Adolph Brodsky, 1895 ein Streichquartett gründete, waren er als Zweiter Geiger, Carl Fuchs und Simon Speelman dessen Mitglieder. Einige Zeit leitete er auch ein eigenes Streichquartett mit John Bridge, Jack Holmes und Walter Hatton. Seine Taubheit zwang ihn, nach 1914 seine Konzert- und Lehrtätigkeit einzustellen. Briggs spielte in seiner aktiven Zeit die Stradivari „Camposelice“ (1699) und die „Briggs“ von Guarneri del Gesù (1730).